# Craft
Craft is een bedrijf in de Zweedse stad Borås dat sportkleding van het merk Craft Sportswear (voorheen CRAFT of Scandinavia) ontwerpt en verkoopt.
De oorsprong van Craft ligt in de ontwikkeling van functioneel ondergoed van een tweelaags-gebreide stof met een capillair effect. Later ontwierp het sportkleding met een drie lagen systeem. Het bedrijf is internationaal actief en richt zich voornamelijk op langlaufen, triatlon, wielrennen, atletiek en ook schaatsen.

## Geschiedenis
In 1973 begon de Zweed Anders Bengtsson met het onderzoeken van materialen en breiconstructies die het menselijk lichaam helpen om de temperatuurbalans te reguleren tijdens fysieke inspanning (werk of sportactiviteiten), dat wil zeggen om het naar behoefte af te koelen of warm te houden. Zijn uitgebreide praktijktesten omvatten ook het wegen van de kledingstukken voor en na het sporten - en dus ook het bepalen van het gewicht van het vocht.
Ten slotte ontwikkelde Bengtsson een tweelaags breisel met een capillaire gradiënt gemaakt van polyestervezels. Deze gebreide constructie maakt gebruik van vezels van verschillende diktes voor de binnen- en buitenkant van het breisel – iets dikker aan de binnenkant en dunner aan de buitenkant. De resulterende capillaire gradiënt transporteert transpiratievocht op een gecontroleerde manier van de huid naar buiten.
Het merk Craft werd officieel opgericht in 1977. Enkele jaren later begon het bedrijf naast functioneel ondergoed ook kleding te produceren voor de tweede laag (meestal gemaakt van fleece) en bovenkleding. In 2022 omvat het productaanbod van het bedrijf een breed scala aan functioneel ondergoed (voor verschillende niveaus van fysieke activiteit en verschillende omgevingstemperaturen), met name kleding voor duursporters (fietsers, hardlopers, atletieksporters, langlaufers, triatleten) en teamsporten.
Sinds 1996 behoort het merk CRAFT tot de Zweedse New Wave Group.

## Sponsoring
Een aantal betaaldvoetbalclubs in Europa is uitgerust met Craft-truien. Het bedrijf levert kleding aan verschillende nationale teams, waaronder het Zweedse nationale langlaufteam, het Zweedse nationale handbalteam en het Noorse atletiekteam. Verder hebben individuele atleten zoals Bjorn Lind, Charlotte Kalla, Jens Byggmark, Torbjørn Sindballe en Pierre-Emmanuel Dalcin een contract voor het dragen van Craft-kleding.
Evenementen gesponsord door Craft zijn de Vasaloppet, Tour de Ski (presenterende sponsor) en Bike Trans Germany (titelsponsor).

## Kritiek
Craft krijgt wel eens kritiek omdat het zijn kleren laat produceren in lagelonenlanden. Hier vindt de productie van stoffen en kleding plaats.